# スチュワートの定理

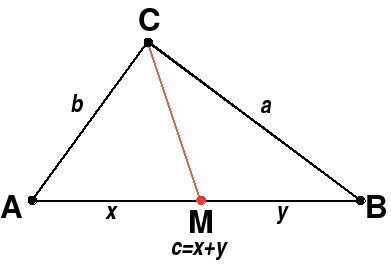
スチュワートの定理は、図における線分たちの長さの間の関係式を与える。

スチュワートの定理（-ていり）は、平面幾何学において三角形の頂点から辺に引かれた線分の長さに関する定理である。
1746年にスコットランドの数学者マシュー・スチュワートによって発表された。

## 定理
三角形の辺 BC, CA, AB の長さを a, b, c とする。辺 AB 上に点 M を取り、C との距離を d とする。AM, BM の長さを x, y とすると、以下の式が成り立つ。
{\displaystyle a^{2}x+b^{2}y=c(d^{2}+xy)}
M が辺の中点のとき、この式は中線定理の式に一致する。

## 証明
∠AMC=θ, ∠BMC=θ′ とおくと cos θ′ = cos(π-θ) = −cos θ である。
余弦定理より以下の式が成り立つ。
{\displaystyle {\begin{aligned}b^{2}&=x^{2}+d^{2}-2dx\cos \theta \\a^{2}&=y^{2}+d^{2}-2dy\cos \theta '\\&=y^{2}+d^{2}+2dy\cos \theta .\,\end{aligned}}}
上の式に y をかけ、下の式に x をかけて和をとり、cos θ の項を消去する。
{\displaystyle {\begin{aligned}&b^{2}y+a^{2}x\\&=x^{2}y+y^{2}x+(x+y)d^{2}\\&=(x+y)(xy+d^{2})\\&=c(xy+d^{2})\\\end{aligned}}}